# Imed Ben Younes
Imed Ben Younes (16 de junho de 1974) é um ex-futebolista profissional tunisiano, atacante retirado.

## Carreira
Imed Ben Younes representou a Seleção Tunisiana de Futebol nas Olimpíadas de 1996.